# Francine Gagnon
Francine Gagnon était une artiste photographe originaire de Montréal au Québec, née en 1959 et décédé le 17 mai 2007. Elle a participé à de nombreuses expositions en groupe, principalement au Canada, aux États-Unis et au Mexique, et a créé depuis 1991 sept corpus photographiques présentés lors de neuf expositions solo.

## Rapport à la maladie dans l'œuvre de Francine Gagnon
En 2000, le jour du vendredi saint, Gagnon apprenant qu'elle était atteinte du cancer du sein et devant subir une mastectomie. Elle a demandé à conserver son sein, coulé dans l'acrylique, pour en faire une œuvre d'art. L'œuvre se nomme Vendredi sein et a été présenté à de nombreuses reprises, dont à la Fondation québécoise du sein, en 2002.
En 2002, Gagnon apprenait la récidive de son cancer sous forme de métastases aux poumons et dans le système lymphatique. Cette nouvelle épreuve deviendra A Brutal Truth, une série de d'autoportraits montrant étape par étape le développement de la maladie.
Dernièrement, apprenant qu'elle ne lui restait que peu de temps à vivre, Gagnon a fait une demande auprès des tribunaux pour que ses poumons et son cœur puissent servir pour une exposition après son décès, une première au Québec. Dans les documents de la cour, elle indique :
Nous vivons dans une société qui célèbre, accepte et engendre le déni sous toutes ses formes en ne glorifiant que le beau, les apparences. […] Notre société est en déni de tout ce qui dérange et qu'ainsi, on est mal préparés pour exprimer une compassion réelle.
Elle est décédée le jeudi 17 mai 2007, à 47 ans. Les démarches concernant l'exposition de son cœur et ses poumons suivront.

## Listes des œuvres
- 2002-aujourd'hui : A Brutal Truth, série d'autoportraits.
- 2000-2001 : Vendredi sein, 3 photographies, le sein mastectomisé de l'artiste, 31 témoignages provenant de 8 pays.
- 1984-aujourd'hui : images photographiques produites en atelier ou en chambre noire.
  - 1998 : Les trempées, monotypes.
  - 1992 : Les tirages exploratoires, monotypes.
  - Les années découvertes, images individuelles.
  - Les abstraites, images individuelles.
- 1996-1999 : Peau d'âme, 19 œuvres, épreuves argentiques virées au sélénium.
- 1997 : Les apparences, 3 œuvres, collage d'épreuves argentiques.
- 1994 : Histoire d'une transformation.
- 1992-1993 : Voyage au-delà de la lumière, photographies couleurs, procédé inversible.
- 1990-1991 : À corps ouvert : série blanche, noir et tissus, épreuves argentiques sur papier fibre.